# Tōkaidō (droga)

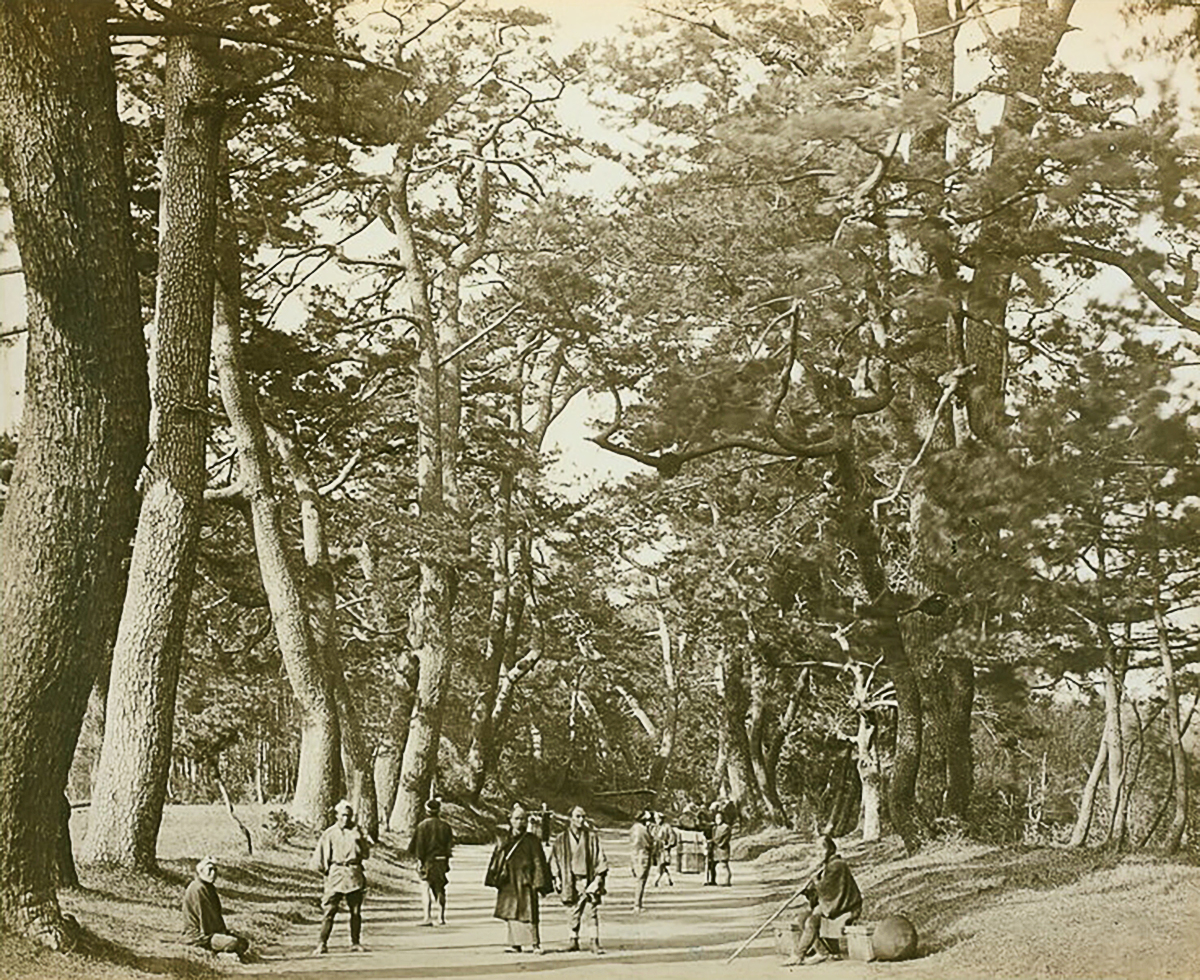
Podróżni na Tōkaidō w 1865 r.

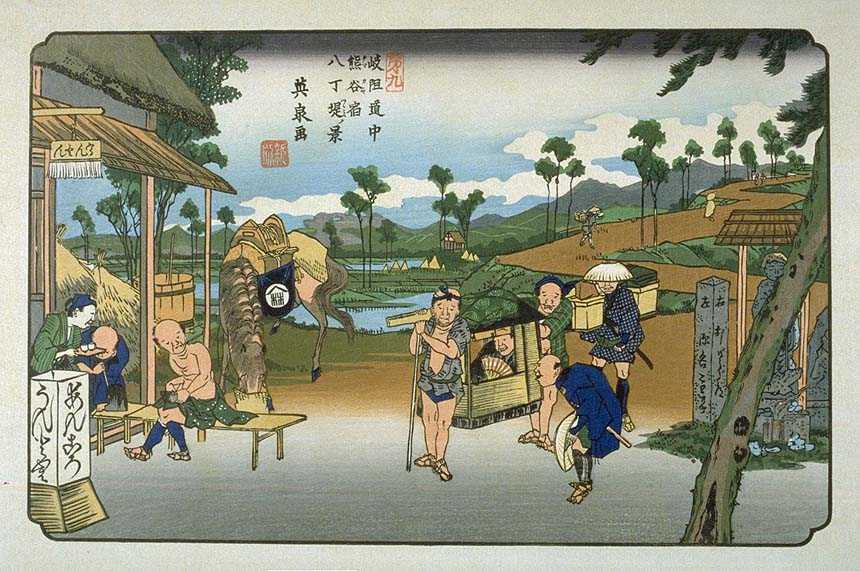
Podróż w kago, przystanek w Kumagai

Tōkaidō (jap. 東海道 Tōkai-dō; „Droga wschodniego morza” lub „Szlak na wschód wzdłuż morza”) – najważniejsza z pięciu arterii (zwanych wspólnie Gokaidō), biegnąca w okresie Edo z miasta Edo (obecnie Tokio) do Kioto będącego siedzibą cesarza Japonii.

## Podróż wzdłuż Tōkaidō
Droga ta prowadziła wzdłuż wschodniego wybrzeża wyspy Honsiu, czyli nad Pacyfikiem. Pokonywana była pieszo, konno, przy pomocy wozów zaprzężonych w woły, czy riksz. Cięższe ładunki wysyłano morzem. Przedstawiciele wyższych klas podróżowali w kago (rodzaj lektyki). Kobiety miały zakaz podróżowania samotnie więc zawsze musiał im towarzyszyć mężczyzna. 
Już od VIII wieku podróżowali tą drogą na wschód urzędnicy państwowi. Szlak nabrał większego znaczenia, gdy siogun Ieyasu Tokugawa ustanowił Edo swoją stolicą. Oznaczało to znaczny przepływ ludzi i towarów. Na drodze istniały urzędowo wyznaczone 53 stacje (shukuba), oferujące podróżnym odpoczynek, posiłek i nocleg. Na drodze istniały również punkty kontroli ruchu osobowego i towarowego (sekisho), na których podróżni musieli okazywać pozwolenie na przejazd.

## Tōkaidō w sztuce

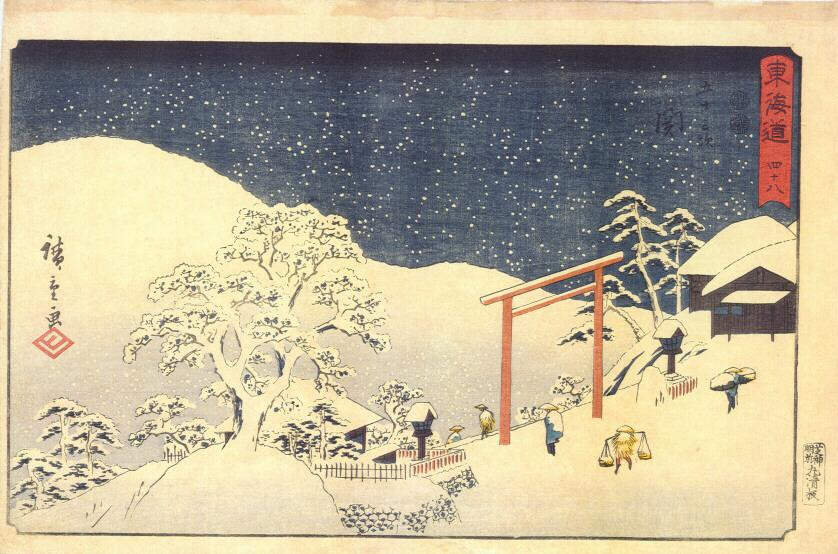
Obraz nr 48 (miejscowość Seki) z cyklu Pięćdziesiąt trzy przystanki na Tōkaidō

W dawnych czasach Tōkaidō była częstym tematem w sztuce i literaturze. Jeden z najbardziej znanych malarzy, grafików i twórców ukiyo-e, Hiroshige Andō (1797–1858), upamiętnił 53 stacje w serii 53 stacje szlaku Tōkaidō. 
Słynny poeta haiku Bashō Matsuo podróżował tą drogą w czasie swoich wędrówek po kraju, w czasie których odwiedził wiele znaczących miejsc.
Ikku Jippensha napisał powieść Tōkaidōchū hizakurige („Na kasztance z własnych kolan traktem Tōkaidō”), która jest jednym ze znanych dzieł o podróży wzdłuż Tōkaidō.
We wczesnych latach 80. XX wieku amerykański artysta, Bill Zacha, zainspirowany dziełami Hiroshige, udał się w podróż po Tōkaidō, tworząc serię 55 obrazów wykonanych techniką sitodruku. W 1985 roku zostały one zebrane w książkę Tokaido Journey i opatrzone opisem wspomnień Zacha oraz ludzi, których napotkał w czasie podróży. (napisane po angielsku i japońsku).

## Tōkaidō współcześnie

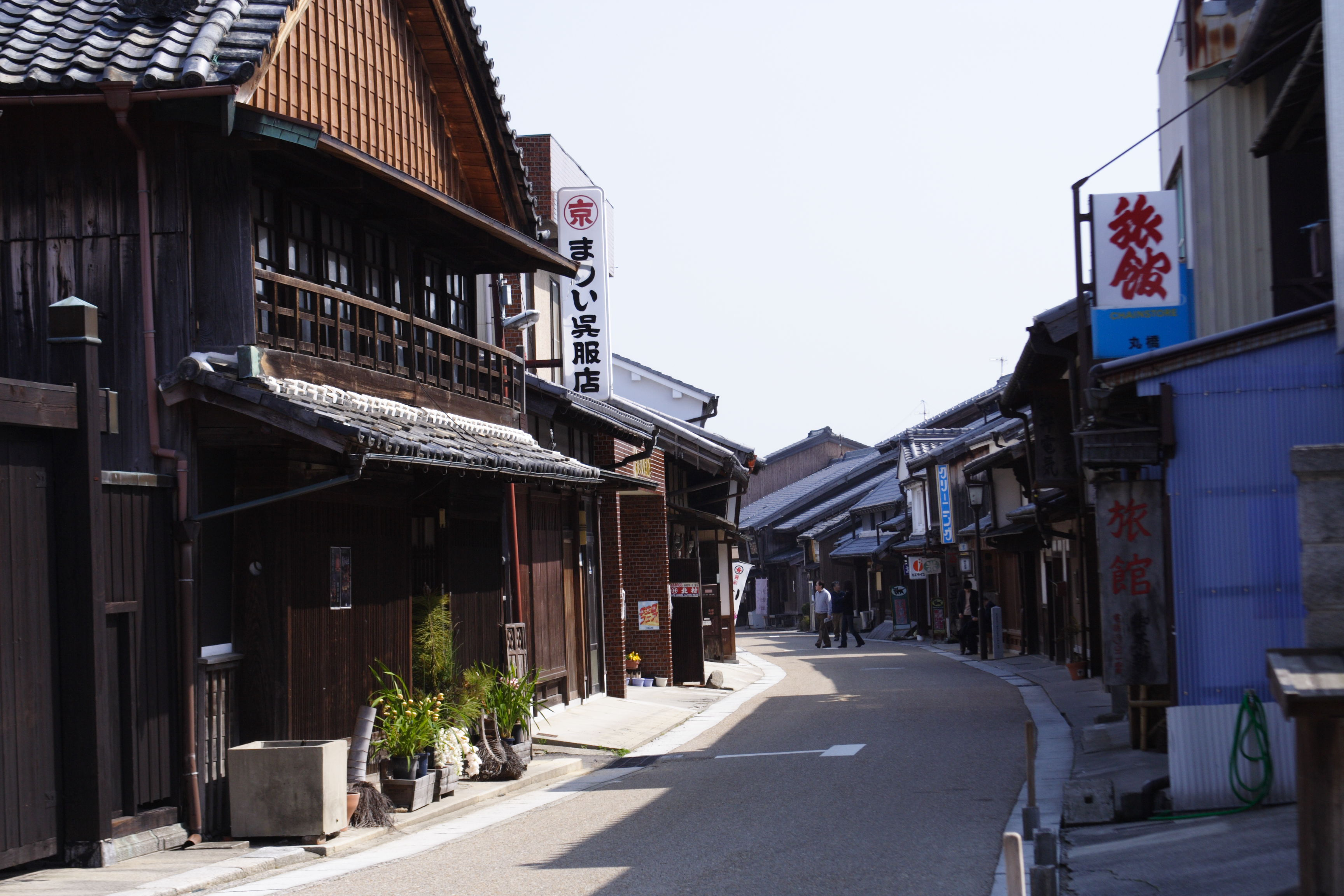
Fragment Tōkaidō w miasteczku pocztowym Seki (Seki-juku)

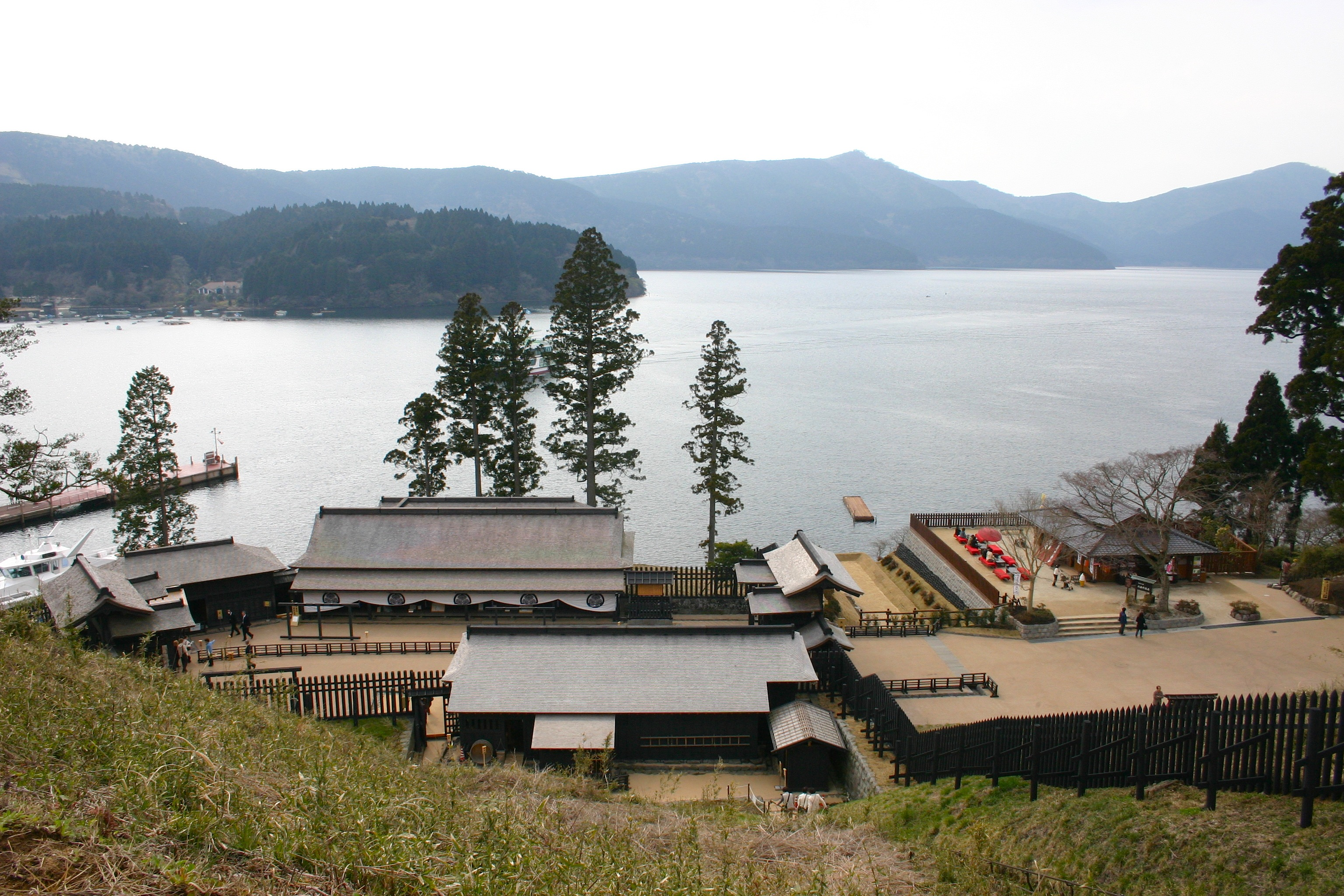
Odrestaurowany punkt kontrolny sekisho w Hakone

Większa część historycznego szlaku już nie istnieje. Dobrze zachował się fragment miasteczka Seki w prefekturze Mie oraz odcinek pomiędzy Seki-juku a Sakashita-juku, który można pokonać pieszo w ciągu 4-5 godzin. Obie miejscowości zachowały tradycyjną architekturę zlokalizowaną wokół centralnej osi drogi.
Obecnie szlak Tōkaidō jest najbardziej obciążoną trasą w Japonii. Przy pomocy linii kolejowych (w tym shinkansenu), dróg i autostrad łączy bowiem Tokio, Jokohamę, Nagoję, Kioto i Osakę, a więc największe miasta współczesnej Japonii. 
Wzdłuż Tōkaidō biegną:
- magistrala kolejowa Tōkaidō Shinkansen;
- magistrala kolejowa JR główna linia Tōkaidō;
- autostrady Tōmei i Meishin;
- drogi krajowe nr 1 i 15.